# Никола Богданов (революционер)
 Тази статия е за революционера.  За футболиста вижте Никола Богданов (футболист).  
Никола Богданов е български опълченец и революционер, участник в Кресненско-Разложкото въстание.

## Биография
Богданов е роден на 10 май 1841 година в град Призрен, тогава в Османската империя. Учи в Призрен и работи като воденичар и зидар. В 1876 година е доброволец в Сръбско-турската война в батальона на капитан Райчо Николов. При създаването на Българското опълчение, на 1 май 1877 година постъпва доброволец в 1 дружина и участва с нея в Руско-турската война (1877 – 1878). Уволнява се на 15 май 1878 година.
След войната се включва в движението за освобождение на Македония и участва в Кресненско-Разложкото въстание от 1878 – 1879 година.
След въстанието на 23 юни 1879 година постъпва на служба в жандармерията на Източна Румелия като пеши стражар. Служи с малки прекъсвания до 20 октомври 1898 година. Включва се в дейността на Македонската организация. През декември 1895 година заедно с Никола Малешевски е делегат от Бобошевското дружество на Втория македонски конгрес.
Умира на 1 януари 1919 година в Пловдив.